# 康揚
康揚股份有限公司是總部位於台灣嘉義縣民雄鄉的跨國行動輔具製造商，品牌名稱為「Karma康揚輔具」，在五大洲都有據點，產品行銷四十餘國，其輪椅產品多次獲得台灣精品獎，也生產拐杖、助行器等產品。

## 沿革
康揚在1987年12月由陳英俊創立，原先設廠在台北，但後來為了就近取得零件，改在嘉義民雄設廠。在創業初期，臺灣的市場上只有相對笨重的鐵製輪椅，而美國已經擁有重量不到鐵製一半的鋁合金輪椅，公司便投入大量資金開發鋁合金輪椅，光是研發材料就耗資將近新台幣500萬，最終在1990年成功開發台灣首台鋁合金輪椅，但因為研發材料階段就耗盡了創業資金，康揚只好籌借資金展開行銷，花了五、六年才把債務還清，之後逐漸轉虧為盈。
2006年，康揚試圖打入中國大陸的高階輪椅市場，其輪椅定價為主流產品的三倍，但一進入中國大陸市場就遭到仿冒，仿冒品的價格也只是略高於主流產品價格。康揚透過申請專利、訴訟等方式都無法對付仿冒品，只好在隔年轉攻印度市場。康揚首先找到當地合夥人，並優先打入印度一線城市，在幾十個一線城市的五金行布置亮麗的展示空間，拓展出將近1500家經銷商，在闖出成績後，再開始往二、三線城市拓展。為加快打入印度市場的速度，他代理當時自己在中國大陸的競爭對手的產品，加裝自有的配備後在印度銷售，並藉由印度經驗回頭在中國大陸市場發展。2019年時，康揚輪椅在印度的市佔率超過五成，印度事業處副總經理胡國愷表示，必須花時間深入了解印度民眾的思維和需求，找到適合的通路和行銷手段才能順利開拓印度市場。
2014年，康揚與臺灣大學進行產學合作，推動輔具適配中心，試圖透過適配服務蒐集體驗數據，輔具適配中心會根據病患需求，透過一系列工業流程製作輔具裝備並持續追蹤穿戴情況。因中心收入不足以支應租金，輔具適配中心最終在2016年被迫關閉。

## 外部連結
- 康揚股份有限公司